# Saint-Ferréol-des-Côtes
Saint-Ferréol-des-Côtes – miejscowość i gmina we Francji, w regionie Owernia-Rodan-Alpy, w departamencie Puy-de-Dôme.
Według danych na rok 1990 gminę zamieszkiwało 540 osób, a gęstość zaludnienia wynosiła 36 osób/km² (wśród 1310 gmin Owernii Saint-Ferréol-des-Côtes plasuje się na 388. miejscu pod względem liczby ludności, natomiast pod względem powierzchni na miejscu 627.).